# Elecciones estaduales de Bahía de 1982
Las elecciones estatales en Bahía en 1982 se realizaron el 15 de noviembre junto con las elecciones generales en 23 estados y los territorios federales de Amapá y Roraima. Fueron elegidos gobernador João Durval Carneiro, vicegobernador Edvaldo Flores, senador Luís Viana Filho, todos parte del Partido Democrático Social (PDS) 39 diputados federales y 63 diputados estaduales. Se observó una votación vinculante, la subleyenda, la prohibición de coaliciones partidarias y también fue la última vez que electores domiciliados en el Distrito Federal enviaron sus votos a Bahia en urnas separadas en virtud de la Ley n.º 6.091 del 15 de agosto de 1974.
Elegido gobernador indirectamente en 1970 tras la elección del presidente Emílio Médici, Antônio Carlos Magalhães llegó al Palacio de Ondina después de administrar la ciudad de Salvador y presidió Eletrobras durante el gobierno de Ernesto Geisel. Magalhães volvió al comando de Bahía en 1978 y en ese interludio su liderazgo dio origen al "Carlismo", una corriente política que en estas elecciones ganó la contienda directa para gobernador, algo inédito para los bahianos desde la victoria de Lomanto Júnior del Partido Libertador (PL) en 1962.
Sin embargo, la campaña para el gobierno del estado estuvo marcada por el accidente aéreo que mató a Clériston Andrade, candidato a gobernador por el Partido Democrático Social (PDS) y su compañero de fórmula, el diputado federal Rogério Rego, luego de que un helicóptero se estrellara en Itapetinga el 1 de octubre, donde fallecieron once personas más. Clériston Andrade nació en Salvador y en 1970 fue designado alcalde de la ciudad por el gobernador Luís Viana Filho y mantenido en el cargo por Antônio Carlos Magalhães, quien lo eligió como presidente del Banco do Estado da Bahia en su segundo gobierno.

## Candidatos

### Gobernador
| Gobernador           | Gobernador | Gobernador | Cargos anteriores                      | Vicegobernador    | Vicegobernador | Vicegobernador | Nª |
| Candidato            | Partido    | Partido    | Cargos anteriores                      | Candidato         | Partido        | Partido        | Nª |
| -------------------- | ---------- | ---------- | -------------------------------------- | ----------------- | -------------- | -------------- | -- |
| João Durval Carneiro |            | PDS        | Diputado Federal por Bahía (1975-1983) | Edvaldo Flores    |                | PDS            | 1  |
| Edival Passos        |            | PT         | Sin cargo político anterior            | José Gomes Novaes |                | PT             | 3  |
| Roberto Santos       |            | PMDB       | Gobernador de Bahía (1975-1979)        | Rômulo de Almeida |                | PMDB           | 5  |

#### Biografía del Gobernador Electo
Ante la desgracia, la boleta de gobierno se recompuso con las elecciones de João Durval Carneiro y Edvaldo Flores como candidatos a gobernador y vicegobernador. Después de un mes de campaña, el PDS ganó las elecciones con el 60% de los votos. Nacido en Feira de Santana y formado en Odontología en 1953 en la Universidad Federal de Bahía, João Durval militó en la Unión Democrática Nacional (UDN) y en Alianza Renovadora Nacional (ARENA), siendo elegido concejal en 1954 y 1958 y alcalde de su ciudad natal en 1966. En las elecciones de 1974 y 1978 fue elegido diputado federal. Su elección para suceder a Clériston Andrade se hizo más fácil gracias a su papel como Secretario de Saneamiento en el segundo gobierno de Antônio Carlos Magalhães.

#### Biografía del Vicegobernador Electo
Nacido en Vitória da Conquista, el Teniente Gobernador Edvaldo Flores era un agrónomo graduado en la Universidad Federal Rural de Río de Janeiro. Afiliado a asociaciones como UDN, ARENA y PDS, fue elegido alcalde de Vitória da Conquista en 1954 y diputado federal en 1958, 1966 y 1970, cumpliendo otros tres mandatos como suplente, el último como efectivo sustituto del difunto diputado Rogerio Rego.

### Senador Federal
| Senador                  | Senador                       | Senador | Cargos anteriores                      | Suplentes               | Suplentes | Suplentes | Nª |
| Candidato                | Partido                       | Partido | Cargos anteriores                      | Candidato               | Partido   | Partido   | Nª |
| ------------------------ | ----------------------------- | ------- | -------------------------------------- | ----------------------- | --------- | --------- | -- |
| Luís Viana Filho         |                               | PDS     | Senador Federal por Bahía (1979-1983)  | Luís Viana Neto         |           | PDS       | 10 |
| Luís Viana Filho         | Nóide Cerqueira               | PDS     | Senador Federal por Bahía (1979-1983)  |                         |           | PDS       | 10 |
| Joaquim José de Oliveira |                               | PT      | Sin cargo político anterior            | Antônio Plínio de Moura |           | PT        | 30 |
| Joaquim José de Oliveira | João Henrique Santos Coutinho | PT      | Sin cargo político anterior            |                         |           | PT        | 30 |
| Itamar Franco            |                               | PMDB    | Diputado Federal por Bahía (1959-1963) | Clodoaldo Campos        |           | PMDB      | 50 |
| Itamar Franco            | Joviniano Neto                | PMDB    | Diputado Federal por Bahía (1959-1963) |                         |           | PMDB      | 50 |

#### Biografía del Senador Electo
En la disputa por senador, el vencedor fue Luís Viana Filho. Nacido en París y registrado en Salvador, se graduó como abogado en 1929 en la Universidad Federal de Bahía. Profesor, historiador y periodista, trabajó en A Tarde. Electo diputado federal en 1934, su mandato fue extinguido por el Estado Novo y sólo volvió a la política a través de la UDN. Con paso por el Partido Libertador (PL), volvió a la Cámara de Diputados en 1945, 1950, 1954, 1958 y 1962. Durante el Régimen Militar de 1964, fue jefe de Estado Mayor y Ministro de Justicia en funciones en el gobierno de Castelo Branco. Elegido gobernador de Bahía por ARENA en 1966, fue electo senador en 1974 y presidió el Senado Federal por dos años a partir de 1979. Reelegido por el PDS, tiene como primer suplente a su hijo, Luís Viana Neto.

## Resultados

### Gobernador
| Partido                   | Partido                   | Candidatos                | Votos     | %      |
| ------------------------- | ------------------------- | ------------------------- | --------- | ------ |
|                           | 'PDS'                     | João Durval Carneiro      | 1.623.422 | 60,60  |
|                           | PMDB                      | Roberto Santos            | 1.030.111 | 38,46  |
|                           | PT                        | Edival Passos             | 25.113    | 0,94   |
|                           |                           |                           |           |        |
| Votos válidos             | Votos válidos             | Votos válidos             | 2.678.646 | 89,58  |
| Votos en blanco           | Votos en blanco           | Votos en blanco           | 366.923   | 7,89   |
| Votos nulos               | Votos nulos               | Votos nulos               | 101.666   | 2,53   |
| Total                     | Total                     | Total                     | 3.147.235 | 100,00 |
| Registrados/Participaciòn | Registrados/Participaciòn | Registrados/Participaciòn | 4.285.922 | 73,43  |

     Electo

### Senador Federal
| Partido                   | Partido                   | Candidatos                | Votos     | %      |
| ------------------------- | ------------------------- | ------------------------- | --------- | ------ |
|                           | 'PDS'                     | Luís Viana Filho          | 1.583.008 | 60,90  |
|                           | PMDB                      | Waldir Pires              | 991.988   | 38,16  |
|                           | PT                        | Sérgio Guimarães          | 24.421    | 0,94   |
|                           |                           |                           |           |        |
| Votos válidos             | Votos válidos             | Votos válidos             | 2.599.417 | 82,60  |
| Votos en blanco           | Votos en blanco           | Votos en blanco           | 426.211   | 13,54  |
| Votos nulos               | Votos nulos               | Votos nulos               | 121.607   | 3,86   |
| Total                     | Total                     | Total                     | 3.147.235 | 100,00 |
| Registrados/Participaciòn | Registrados/Participaciòn | Registrados/Participaciòn | 4.285.922 | 73,43  |

### Diputados federales electos
Se listan los candidatos electos con información adicional de la Cámara de Diputados.
| Diputados federales electos | Partido | Votos   | Ciudad de origen     | Estado     |
| --------------------------- | ------- | ------- | -------------------- | ---------- |
| Jutahy Magalhães Júnior     | PDS     | 118.985 | Salvador             | Bahía      |
| Félix Mendonça              | PDS     | 85.298  | Conceição do Almeida | Bahía      |
| Francisco Pinto             | PMDB    | 82.247  | Feira de Santana     | Bahía      |
| Eraldo Tinoco               | PDS     | 78.258  | Ipiaú                | Bahía      |
| Prisco Viana                | PDS     | 78.257  | Caetité              | Bahía      |
| Fernando Gomes              | PMDB    | 78.200  | Itabuna              | Bahía      |
| Ângelo Magalhães            | PDS     | 68.773  | Salvador             | Bahía      |
| Afrísio Vieira Lima         | PDS     | 68.156  | Remanso              | Bahía      |
| Jorge Viana                 | PMDB    | 66.202  | Ilhéus               | Bahía      |
| Rui Bacelar                 | PDS     | 65.796  | Entre Ríos           | Bahía      |
| Wilson Falcão               | PDS     | 62.163  | Feira de Santana     | Bahía      |
| Genebaldo Correia           | PMDB    | 60.079  | Santo Amaro          | Bahía      |
| Antônio Osório              | PDS     | 59.435  | Porto Seguro         | Bahía      |
| Carlos Sant'Anna            | PMDB    | 59.013  | Salvador             | Bahía      |
| Leur Lomanto                | PDS     | 57.933  | Jequié               | Bahía      |
| Horácio Matos               | PDS     | 54.910  | Lençóis              | Bahía      |
| Gorgônio Neto               | PDS     | 51.394  | Salvador             | Bahía      |
| Haroldo Lima                | PMDB    | 50.997  | Caetité              | Bahía      |
| Djalma Bessa                | PDS     | 50.897  | Xique-Xique          | Bahía      |
| Manoel Novaes               | PDS     | 50.064  | Floresta             | Pernambuco |
| Etelvir Dantas              | PDS     | 47.848  | Saboeiro             | Ceará      |
| Hélio Correia               | PDS     | 47.789  | Macarani             | Bahía      |
| João Alves                  | PDS     | 46.403  | Maceió               | Alagoas    |
| Ney Ferreira                | PDS     | 46.057  | Salvador             | Bahía      |
| Jairo Azi                   | PDS     | 45.906  | Lamarão              | Bahía      |
| Fernando Magalhães          | PDS     | 45.039  | Conceição do Almeida | Bahía      |
| Virgildásio de Sena         | PMDB    | 42.100  | Santo Amaro          | Bahía      |
| Marcelo Cordeiro            | PMDB    | 41.795  | Salvador             | Bahía      |
| Rômulo Galvão               | PDS     | 41.333  | Campo Formoso        | Bahía      |
| José Penedo                 | PDS     | 39.889  | Tucano               | Bahía      |
| Raul Ferraz                 | PMDB    | 38.872  | Vitória da Conquista | Bahía      |
| Raimundo Urbano             | PMDB    | 38.865  | Salvador             | Bahía      |
| José Lourenço               | PDS     | 38.163  | Porto                | Portugal   |
| Fernando Santana            | PMDB    | 37.942  | Irará                | Bahía      |
| Elquisson Soares            | PMDB    | 37.781  | Anagé                | Bahía      |
| Domingos Leonelli           | PMDB    | 36.389  | Salvador             | Bahía      |
| França Teixeira             | PDS     | 36.100  | Salvador             | Bahía      |
| Francisco Benjamin          | PDS     | 35.543  | Aracaju              | Sergipe    |
| Jorge Medauar               | PMDB    | 35.063  | Ilhéus               | Bahía      |

#### Por Partido/Federación
| Nª                        | Partido                                            | Votos     | %      | Escaños | ±     |
| ------------------------- | -------------------------------------------------- | --------- | ------ | ------- | ----- |
| 1                         | Partido Democrático Social (PDS)                   | 1.628.901 | 63,31  | 25      | 1     |
| 5                         | Partido del Movimento Democrático Brasileño (PMDB) | 920.450   | 35,77  | 14      | 6     |
| 3                         | Partido de los Trabajadores (PT)                   | 23.719    | 0,92   | 0       | Nuevo |
|                           |                                                    |           |        |         |       |
| Votos válidos             | Votos válidos                                      | 2.573.070 | 81,76  |         |       |
| Votos en blanco           | Votos en blanco                                    | 394.749   | 12,54  |         |       |
| Votos nulos               | Votos nulos                                        | 179.416   | 5,70   |         |       |
| Total                     | Total                                              | 3.147.235 | 100,00 | 39      | 6     |
| Registrados/Participación | Registrados/Participación                          | 4.285.922 | 73,43  |         |       |

### Diputados estadualeselectos
En la disputa por los 63 escaños de la Asamblea Legislativa de Bahía, el PDS ganó 40 y el PMDB 23.
| Diputados federales electos | Partido | Votos   | Ciudad de origen       | Estado         |
| --------------------------- | ------- | ------- | ---------------------- | -------------- |
| Luís Eduardo Magalhães      | PDS     | 179.522 | Salvador               | Bahía          |
| Antônio Olímpio             | PMDB    | 48.935  | Itabuna                | Bahía          |
| Murilo Cavalcanti           | PDS     | 42.427  | Rio das Pedras         | São Paulo      |
| Paulo Maracajá              | PDS     | 40.744  | Salvador               | Bahía          |
| Faustino Lima               | PDS     | 37.944  | Paripiranga            | Bahía          |
| Clemenceau Teixeira         | PDS     | 37.163  | Salvador               | Bahía          |
| Colbert Martins             | PMDB    | 35.758  | Macajuba               | Bahía          |
| Luís Cabral                 | PDS     | 34.267  | Salvador               | Bahía          |
| Cleraldo Rezende            | PDS     | 34.252  | Ipiaú                  | Bahía          |
| João Carlos Bacelar         | PDS     | 33.891  | Entre Ríos             | Bahía          |
| Galdino Leite               | PMDB    | 32.450  | Aracaju                | Sergipe        |
| José Rocha                  | PDS     | 32.230  | Coribe                 | Bahía          |
| Nobelino Dourado            | PDS     | 29.331  | Irecê                  | Bahía          |
| Fernando Daltro             | PMDB    | 29.216  | Jacobina               | Bahía          |
| Jayme Vieira Lima           | PDS     | 28.850  | Feira de Santana       | Bahía          |
| Eujácio Simões              | PDS     | 28.841  | Itororó                | Bahía          |
| Jorge Hage                  | PMDB    | 28.539  | Itabuna                | Bahía          |
| Reinaldo Braga              | PDS     | 28.351  | Xique-Xique            | Bahía          |
| Coriolano Sales             | PMDB    | 26.778  | Santa Teresinha        | Bahía          |
| Florisvaldo Carneiro        | PDS     | 26.684  | Valente                | Bahía          |
| Raimundo Sobreira           | PDS     | 26.680  | Várzea Alegre          | Ceará          |
| Carlos Araújo               | PDS     | 26.361  | Conceição do Coité     | Bahía          |
| Barbosa Romeu               | PDS     | 26.339  | Salvador               | Bahía          |
| Sebastião Ferreira          | PDS     | 25.305  | Barreiras              | Bahía          |
| Edivaldo Lopes              | PDS     | 25.134  | Morro do Chapéu        | Bahía          |
| Murilo Leite                | PMDB    | 25.023  | Aracaju                | Sergipe        |
| Almir Miranda               | PDS     | 24.715  | Baixa Grande           | Bahía          |
| Plínio Carneiro             | PDS     | 24.310  | Serrinha               | Bahía          |
| Jurandy Oliveira            | PDS     | 24.304  | Ipirá                  | Bahía          |
| Antonio Honorato            | PDS     | 24.213  | Salvador               | Bahía          |
| Geraldo Ramos               | PDS     | 23.981  | Caravelas              | Bahía          |
| Vilobaldo Freitas           | PDS     | 23.019  | Caetité                | Bahía          |
| Augusto Matias              | PDS     | 22.997  | São Félix              | Bahía          |
| Filadelfo Neto              | PDS     | 22.475  | Entre Ríos             | Bahía          |
| Walter Sampaio              | PDS     | 21.473  | Jequié                 | Bahía          |
| Leônidas Cardoso            | PDS     | 21.239  | Vitória da Conquista   | Bahía          |
| Jairo Sento Sé              | PDS     | 21.221  | Juazeiro               | Bahía          |
| Ribeiro Tavares             | PDS     | 20.115  | Candeal                | Bahía          |
| Almir Nobre                 | PDS     | 21.006  | Prado                  | Bahía          |
| Ernani Rocha                | PDS     | 20.025  | Teixeira               | Paraíba        |
| Eliel Martins               | PDS     | 20.009  | Candeal                | Bahía          |
| Nestor Duarte               | PMDB    | 19.983  | Salvador               | Bahía          |
| Roberto Cunha               | PDS     | 19.945  | Salvador               | Bahía          |
| Robério Wanderley           | PDS     | 19.845  | Saúde                  | Bahía          |
| Edson Quinteiro             | PDS     | 19.660  | Oliveira dos Brejinhos | Bahía          |
| Filemon Matos               | PMDB    | 19.235  | Iguaí                  | Bahía          |
| Raimundo Caires             | PMDB    | 18.914  | Dom Basílio            | Bahía          |
| Gilberto Miranda            | PDS     | 18.895  | Miguel Calmon          | Bahía          |
| Nivaldo Fernandes           | PDS     | 18.834  | Itaberaba              | Bahía          |
| Raimundo Ribeiro            | PDS     | 18.791  | Central                | Bahía          |
| Iran Gusmão                 | PMDB    | 18.705  | Vitória da Conquista   | Bahía          |
| Carlos Augusto Marighella   | PMDB    | 18.105  | Río de Janeiro         | Río de Janeiro |
| Sérgio Santana              | PMDB    | 17.962  | Teófilo Otoni          | Minas Gerais   |
| Luiz Nova                   | PMDB    | 17.759  | Macarani               | Bahía          |
| Oscar Marback               | PMDB    | 17.294  | Salvador               | Bahía          |
| Daniel Gomes                | PMDB    | 17.128  | Itabuna                | Bahía          |
| José Amando                 | PMDB    | 16.222  | Itaberaba              | Bahía          |
| Almir Araújo                | PMDB    | 16.212  | Ituaçu                 | Bahía          |
| Arquimedes Franco           | PMDB    | 16.014  | Salvador               | Bahía          |
| Guttemberg Amazonas         | PMDB    | 15.236  | Itabuna                | Bahía          |
| Jayme Mascarenhas           | PMDB    | 15.142  | Prado                  | Bahía          |
| Abigail Feitosa             | PMDB    | 15.071  | Tauá                   | Ceará          |
| Luiz Umberto                | PMDB    | 14.624  | Tremedal               | Bahía          |

#### Por Partido/Federación
| Nª                        | Partido                                            | Votos     | %      | Escaños | ±     |
| ------------------------- | -------------------------------------------------- | --------- | ------ | ------- | ----- |
| 1                         | Partido Democrático Social (PDS)                   | 1.582.557 | 63,46  | 40      | 3     |
| 5                         | Partido del Movimento Democrático Brasileño (PMDB) | 888.354   | 35,62  | 23      | 10    |
| 3                         | Partido de los Trabajadores (PT)                   | 23.032    | 0,92   | 0       | Nuevo |
|                           |                                                    |           |        |         |       |
| Votos válidos             | Votos válidos                                      | 2.493.943 | 79,24  |         |       |
| Votos en blanco           | Votos en blanco                                    | 445.243   | 14,15  |         |       |
| Votos nulos               | Votos nulos                                        | 208.049   | 6,61   |         |       |
| Total                     | Total                                              | 3.147.235 | 100,00 | 63      | 7     |
| Registrados/Participación | Registrados/Participación                          | 4.285.922 | 73,43  |         |       |